# De zwanenridder
De zwanenridder is de hoofdpersoon en een van de titels die gegeven wordt aan een sprookje dat wordt gelokaliseerd in Gelderland.

## Het verhaal
De reuzen graven de Maas in de bossen tussen Frankrijk en Nijmegen en een reuzin plaagt hen, ze zegt dat er een ekster vliegt. Twaalf jaar later kijkt de reus op en zegt dat de reuzin zelf een ekster is, maar de reuzin blijft plagen. Weer twaalf jaar later zegt de reus dat hij de heks wel zal krijgen, maar ze springt weg. Hij smijt zand achter haar aan en er komen veel heuvels. De reuzin pakt klonten aarde en er ontstaan plassen in de Oostrumse vennen. Er zijn watermannen die kinderen grijpen en niemand weet hoe diep de kuilen zijn. De reus maakt de Oostrumse zandbergen aan de Meelderseweg, met grind van de Maas erin. Het is bedorven grond waar alleen hei wil groeien, maar dan komt een ridder uit een ver land en gaat op zoek naar een prinses uit Griekenland.
Een jongen had gegeten bij de Griekse koning en de dochter van de koning hoort zijn verhalen over edelstenen en goud. Ze zag de man wel zitten, maar haar vader is er tegen. De jongen en de prinses verdwijnen en de koning laat zijn beste ridder op weg gaan om haar te zoeken. Jarenlang reist hij van land tot land en hij komt in Frankrijk. Hij ontmoet een grote zwaan en wil het neerschieten. Hij volgt het dier tot een kasteel in Nijmegen, waar de prinses woont. De ridder krijgt krentenmik, rijstepap met suiker, gebraden worst en wijn, maar de prinses wil niet naar huis terug. Ze heeft kleine kinderen en de bonen moeten worden ingemaakt, bovendien is de vrouw getrouwd.
De ridder wordt weggestuurd en moet de groeten overbrengen aan de ouders van de vrouw, na Allerheiligen moeten ze maar eens langskomen. De ridder weet de weg terug niet en ziet de zwaan nergens. Als straf voor het willen neerschieten, is de zwaan weggevlogen. De ridder verdwaalt in het bos van de reuzen en de koning van de reuzen wil dat hij zijn tol betaalt. De tol bestaat niet uit geld, maar uit mensenvoeten en -handen. De reus valt aan met een bijl, maar de ridder heeft een piek en steekt de reuzenkoning aan een muur. De andere reuzen vluchten en zijn nooit terug gezien. De ridder blijft wonen in het land van de reuzen, de mensen zijn hem zeer dankbaar en noemen hem de zwanenridder. De ridders van de Eikenhof, de eerste ridders van Nijmegen, stammen van de zwanenridder af.

## Achtergronden
- Er zijn veel verhalen over een zwaanridder, zoals de middeleeuwse sage over de Zwaanridder en Lohengrin.
- Orde van de Zwaan, noot: in 57ste album (De verboden berg) van de Belgische Stripreeks de Rode Ridder heeft Johan een ontmoeting met de Zwaanridder, die eveneens een queeste heeft om een verdwenen prinses te vinden.